# Халитов, Денис Сайдуллаевич
Дени́с Сайдулла́евич Хали́тов (род. 17 июня 1985, Махачкала) — российский самбист, бронзовый призёр чемпионата России по боевому самбо, кандидат в мастера спорта России.

## Спортивные результаты
- Чемпионат России по боевому самбо 2015 года — ;